# 발굽

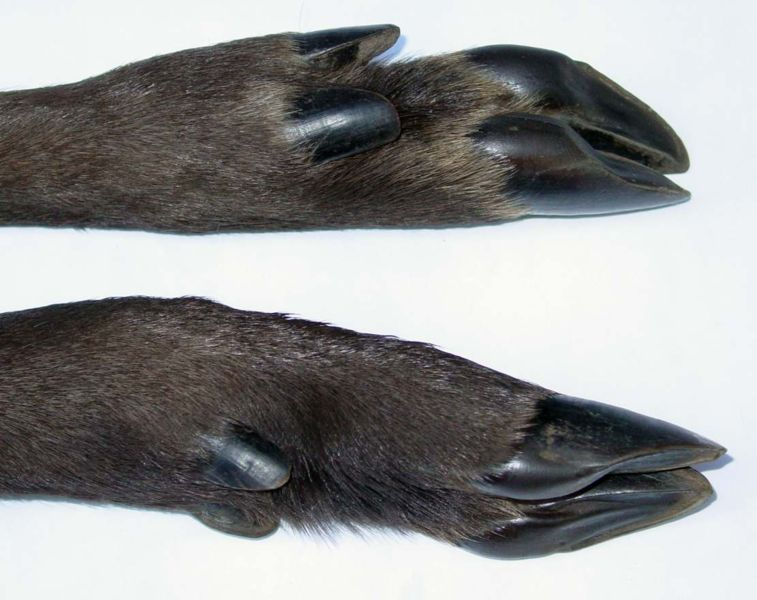
노루(Capreolus capreolus)의 발굽

발굽은 유제류의 발 끝에 있는 단단한 부분을 말한다.
각질의 조성은 파충류 이상의 고등 척주동물의 진피 위에 분포되어 몸을 보호하는 비늘, 털, 뿔, 새의 부리 등을 형성 각화한 편평세포로 이루어진다. 발바닥에서는 특히 두꺼워져 각질이 진행에 따라 조갑을 이루게 되는데, 이 발톱을 발굽이라 한다. 발굽을 가진 유제류에는 장비류(목)의 코끼리과 우제류(소목)에 소과, 사슴과, 멧돼지과, 기제류(말목)은 말과, 코뿔소과, 맥과 등이 있다. 그러나 영장목의 사람과나, 식육목의 고양이과, 개과 등의 것은 발톱이라 불린다.

## 관리
발굽은 계속해서 자란다. 자연적으로 야생 동물은 발굽이 지속적으로 성장함에 따라 발굽이 닳을 수 있지만, 포획된 가축 종은 건강하고 기능적인 발굽을 위해 특별한 발굽 관리를 받아야 하는 경우가 많다. 적절한 관리는 생체역학적 효율성을 향상시키고 파행을 예방한다. 낙농 산업과 같이 사용으로 인해 충분히 마모되지 않은 경우 발굽을 다듬어야 할 수도 있다. 그러나 너무 많이 착용하면 발굽이 손상될 수 있으며, 이러한 이유로 일상적으로 딱딱한 표면을 걷고 무거운 짐을 운반하는 동물은 말굽과 소신을 사용한다.

## 같이 보기
- 동물의 발톱
- 손발톱